# Fee (Sängerin)

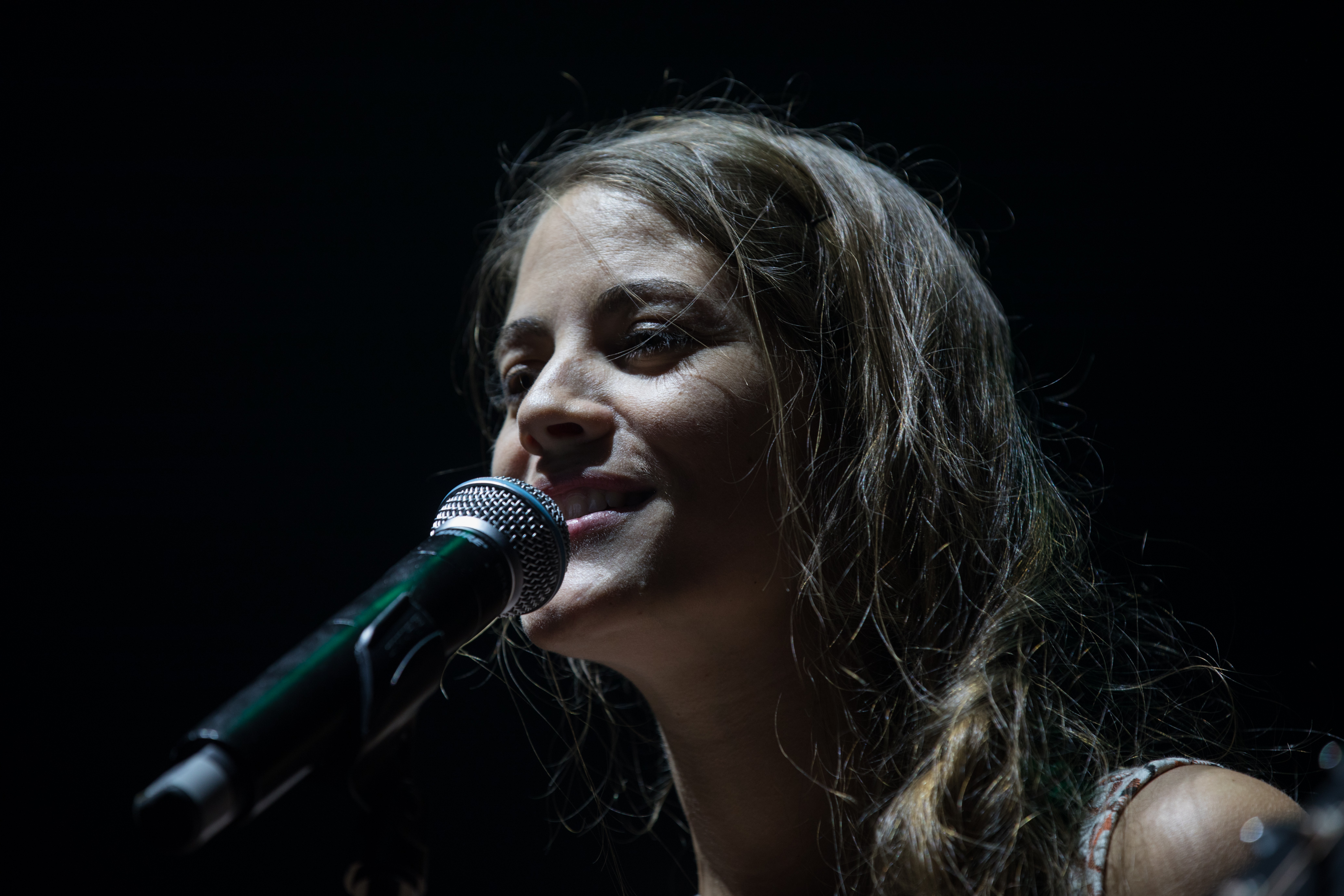
FEE im Vorprogramm von Alice Merton in der Alten Oper, Frankfurt am Main beim W-Festival, 2019 © Vero Bielinski

Felicitas „Fee“ Mietz (* 1990 in Marburg) ist eine deutsche Singer-Songwriterin.

## Musik
Im Dezember 2009 gründete Fee mit den Gitarristen Matthias Bender und Markus Cebulla, Bassist Moritz Bonica sowie Schlagzeuger Hannes Grygar aus Gießen die Deutschpop-Band Neoh. Die Band erhielt einen Vertrag bei Universal (Single Nicht echt) und begleitete Christina Stürmer auf ihrer Hör-auf-dein-Herz-Tour 2014 durch Deutschland. Danach verließ sie die Gruppe.
Fee schrieb neue Songs und trat mit ihrem ersten Soloprogramm auf. 2015 gewann sie das Nachwuchs-Casting beim Women of the World-Festival. 2016 erschien ihre EP mit dem Programm Lieber Liegen. Im selben Jahr war sie zudem als Support Act von Katie Melua tätig. Anfang März 2018 folgte ihr erstes Album Ein Zimmer Küche Bad bei o-tone. Im Dezember 2020 veröffentlichte sie nach einem Crowdfunding unter dem Titel Nachtluft zehn weitere Songs. Für ihr drittes Album Live (2021) arbeitete sie mit der hr-Bigband.
2022 spielte Fee unter anderem auf folgenden Festivals: Sound of the Forest, Burg-Herzberg-Festival, Open Flair und Das Fest in Karlsruhe und begleitete Alin Coen bei einigen Auftritten auf ihrer Bei-dir-Tour.
Im Dezember 2022 verabschiedete Fee sich über ihre Social-Media-Kanäle in die Babypause und meldete sich 2024 mit neuer EP Zwei Jahre zurück, die in Zusammenarbeit mit dem Filmmusikkomponisten Ralf Hildenbeutel entstanden war.

## Auszeichnungen
2019 gewann Fee „mit ihrer frischen und unangepassten Musik zwischen Singer/Songwriter und Pop-Punk“ einen „Panikpreis“ der Udo-Lindenberg-Stiftung und spielte am 27. Juli 2019 ein Konzert im Vorprogramm von Udo Lindenberg.

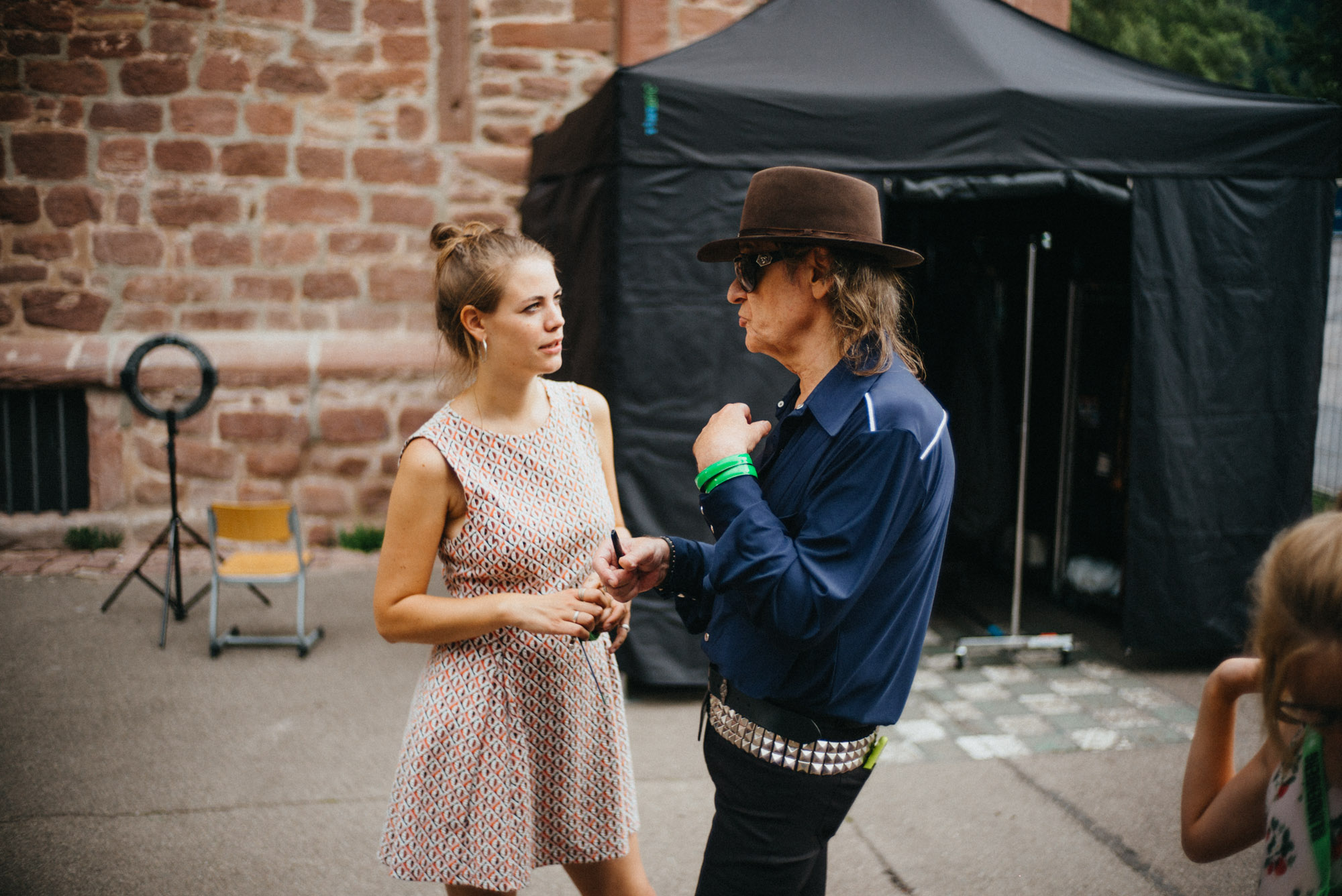
Fee und Udo Lindenberg vor dem Konzert in Hirsau. © Christoph Seubert

## Diskografie
- 2016: Lieber liegen, EP
- 2018: Ein Zimmer Küche Bad, Album
- 2019: Beweg dein Arsch, Single
- 2020: Nachtluft, Album
- 2021: FEE & hr-Bigband live, Live-Album
- 2024: Zwei Jahre, EP